# Plan factoriel

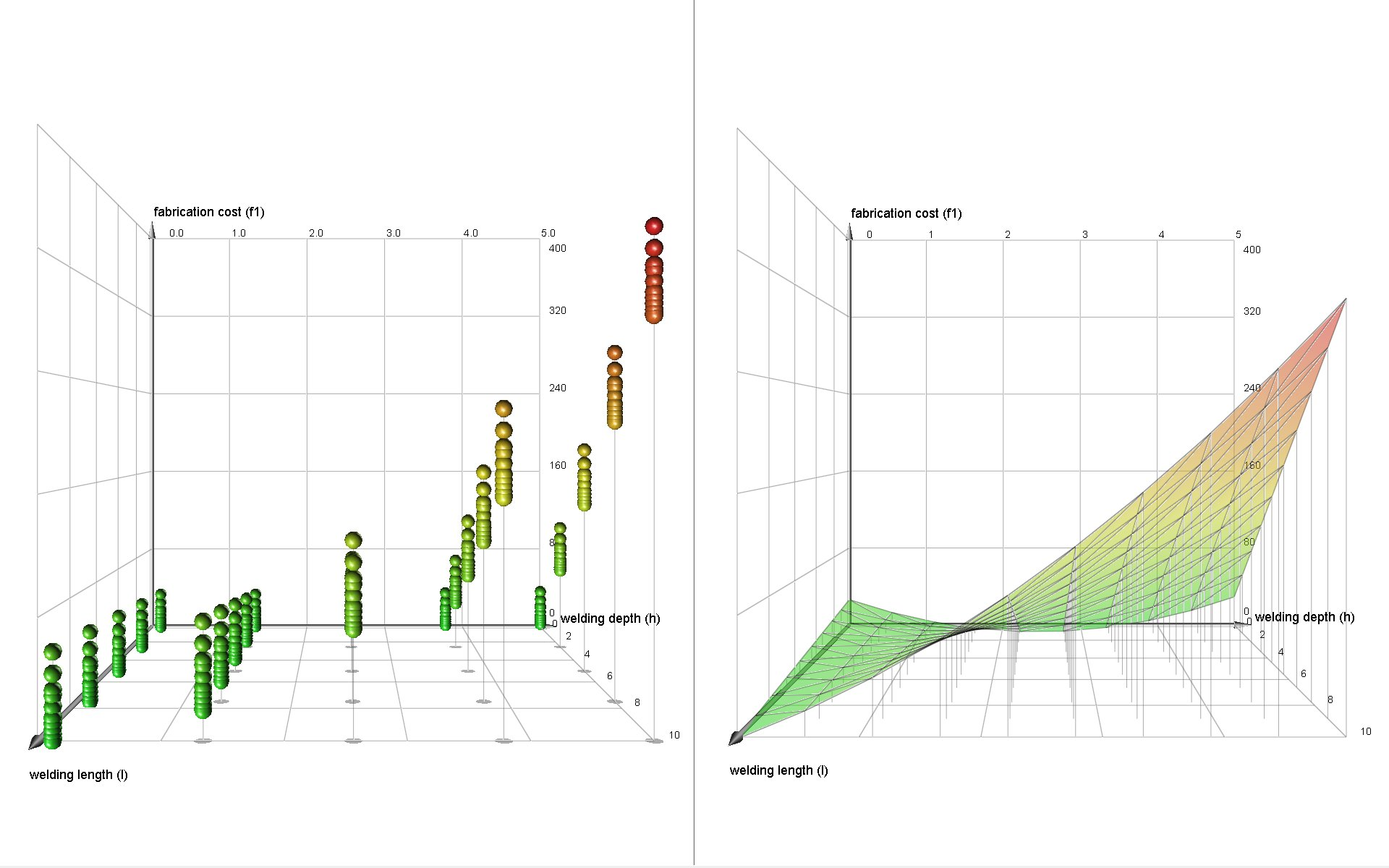
Expériences statistiques : à gauche, un plan factoriel et, à droite, la surface de réponse obtenue par la méthode des surfaces de réponses

En statistiques, un plan factoriel est une expérience qui consiste à choisir des valeurs pour chacun des facteurs en faisant varier simultanément tous les facteurs, de façon exhaustive ou non. Le nombre d'essais peut alors devenir très grand, i.e. on a une explosion combinatoire. Une telle expérience permet l'étude de l'effet de chaque variable sur le processus, ainsi que l'étude de la dépendance entre les variables.